# Uğur İnceman
Uğur İnceman (né le 28 mai 1981 à Aix-la-Chapelle) est un ancien footballeur turco-allemand (poste de milieu de terrain).

## Carrière

### Carrière en club
Après une bonne saison (1999-2000) chez Alemannia avec 5 buts en 53 matchs, Ugur Inceman réaliser un transfert à FC Sankt Pauli en 2001. Après deux saisons avec 2 buts en 49 matchs, il décide de rejoindre le Greuther Fürth pour la saison 2003-2004. À la fin de la saison il rejoint Manisaspor et jusqu’en 2008 il marqua 12 buts en 80 matchs.
Au début de la saison 2008-2009, il rejoint Besiktas JK avec un contrat de trois ans dont un an en option. Le jeune entraineur turc Ertuğrul Sağlam lui a donné une chance qu’il a bien utilisé et Inceman a réussi une bonne saison avec Édouard Cissé au poste de milieu défenseur.
Uğur Inceman est connu pour sa technique de ballon et son pourcentage de passe réussite. Son jeu de style est similaire à son coéquipier Delgado.
Avec le retour de Nihat Kahveci a Besiktas, Uğur décide de donner le numéro 8 à celui-ci et de porter le maillot numéro 25.
Uğur İnceman signe jusqu'à la fin de la saison 2010-2011 un nouveau contrat de 1 ans. Il gagnera 550 000 de TL et 30 000 par match.

### Carrière en national
Il a joué au total 23 fois en équipe nationale. Une fois en équipe de Turquie espoirs moins de 19 ans, une fois au espoirs moins de 20 ans, dix neuf fois au espoirs moins de 21 ans, une fois en équipe de Turquie espoirs et une fois en équipe de Turquie.

## Palmarès
- Coupe de Turquie de football en 2009 au Beşiktaş JK[2]
- Championnat de Turquie de football en 2008-2009 avec Beşiktaş JK[3]

## Sources
- Site Officiel de la TFF

- (tr) Cet article est partiellement ou en totalité issu de l’article de Wikipédia en turc intitulé « Uğur İnceman » (voir la liste des auteurs) (dernière visite le 6 octobre 2009).